# این نیز بگذرد (فیلم)
این نیز بگذرد (به انگلیسی: And So It Goes) یا و اینطور پیش می‌رود فیلمی محصول سال ۲۰۱۴ و به کارگردانی راب راینر است. در این فیلم بازیگرانی همچون مایکل داگلاس، دایان کیتن، استرلینگ جرینز، پالوما گوزمن، فرنسیس استرنهیگن، فرانکی والی، آنی پاریس، یایا داکوستا، اسکات شپرد و دیوید آرون بیکر ایفای نقش کرده‌اند.